# پرابه
پرابه (به لاتین: Prabé) یک کوه در سوئیس است که در کانتون وله واقع شده‌است. پرابه ۲٬۰۴۲ متر بالاتر از سطح دریا واقع شده‌است.